# Johann Anton Güldenstädt
Johann Anton Güldenstädt (Rīga, 26 de abril de 1745 – São Petersburgo, 23 de março de 1781) foi um naturalista alemão.